# Frammersbach
Frammersbach là một đô thị ở huyện Main-Spessart trong Regierungsbezirk Unterfranken bang Bayern, Đức.
Đô thị này là một trung tâm giải trí nằm giữa Würzburg và Aschaffenburg.